# Robin Woodland
Robin Woodland (Robin Arthur Woodland; * 21. Januar 1938) ist ein ehemaliger britischer Hürdenläufer, der sich auf die 400-Meter-Distanz spezialisiert hatte.
Bei den Europameisterschaften 1962 in Belgrad schied er im Vorlauf aus.
1966 wurde er für England startend bei den British Empire and Commonwealth Games in Kingston Vierter über 440 Yards Hürden und erreichte bei den Europameisterschaften in Budapest das Halbfinale.
Seine persönliche Bestzeit von 51,28 s stellte er am 18. Juni 1966 in London auf.